# グリーンデイル (アルバム)
| 専門評論家によるレビュー | 専門評論家によるレビュー |
| レビュー・スコア         | レビュー・スコア         |
| 出典                     | 評価                     |
| ------------------------ | ------------------------ |
| AllMusic                 | [ 1 ]                    |
| Rolling Stone            | [ 2 ]                    |

『グリーンデイル』（Greendale) は、ニール・ヤングの26枚目のスタジオ・アルバム。ヤングとクレイジー・ホースの『グリーンデイル』は、カリフォルニア州の海辺に設定された架空の町を舞台にした、全10曲から成るロック・オペラである。グリーン家代々の物語を軸にした、この「オーディオ・ノベル (audio novel)」は、アメリカの小さな町における出来事を複雑で、情感においても深く描いているという点で、古典的な文学作品であるソーントン・ワイルダーの戯曲『わが町』や、シャーウッド・アンダーソンの短編集『ワインズバーグ・オハイオとも比較されている。
『グリーンデイル』には、腐敗、環境主義、マスメディアの統合など、多くのテーマが盛り込まれている。このアルバムや、それを踏まえたコンサート、映画、DVDなどは、多数の批評を呼び、その内容は「素人/アマチュア」と酷評するものから、2003年最高のアルバムのひとつに投票で選出した『ローリング・ストーン』誌の批評家たちまで、大きく分かれていた。
このアルバムのCDは、当初は、アルバムの内容を、アイルランド、ダブリンのコンサート会場ヴァイカー・ストリートにおいて、ヤングがアコースティックで独演した「ニール・オンリー (Neil-only)」のライブを収録したDVDが付いていた。後にこの演奏は、独立したライブ・アルバムとして、ダウンロード販売やストリーミングによって、iTunesやAmazon.comから入手できるようになった。
2004年には、新たなDVDとして、アルバムの制作過程におけるスタジオでの演奏などを収めたドキュメンタリー『インサイド・グリーンデイル (Inside Greendale)』を付録とするCDがリリースされた。DVD-Audio盤や、アナログLP盤のボックス・セットもリリースされ、いずれもアドヴァンスド・レゾリューション・ステレオ (Advanced Resolution Stereo) と 5.1 サラウンド・ミックスで、映画からの「デヴィルズ・サイドウォーク」のビデオが含まれている。2004年の遅い時期には、役者がこのアルバムの素材に合わせてリップシンクして演技した、一般の劇映画に匹敵する長さのDVDがリリースされた。
『グリーンデイル』の次に、ニール・ヤングがクレイジー・ホースと共演したアルバムは、両者の共演9作目となった2012年の『Americana』であった。

## トラックリスト
全曲とも、作詞・作曲はニール・ヤング。
| #   | タイトル                                                | 作詞 | 作曲・編曲 | 時間  |
| --- | ------------------------------------------------------- | ---- | ---------- | ----- |
| 1.  | 「フォーリング・フロム・アバヴ (Falling From Above)」   |      |            | 7:27  |
| 2.  | 「ダブル E (Double E)」                                 |      |            | 5:18  |
| 3.  | 「デヴィルズ・サイドウォーク (Devil's Sidewalk)」       |      |            | 5:18  |
| 4.  | 「リーヴ・ザ・ドライヴィング (Leave the Driving)」      |      |            | 7:14  |
| 5.  | 「カーマイケル (Carmichael)」                           |      |            | 10:20 |
| 6.  | 「バンディット (Bandit)」                               |      |            | 5:13  |
| 7.  | 「グランパズ・インタビュー (Grandpa's Interview)」      |      |            | 12:57 |
| 8.  | 「ブリンギン・ダウン・ディナー (Bringin' Down Dinner)」 |      |            | 3:16  |
| 9.  | 「サン・グリーン (Sun Green)」                          |      |            | 12:03 |
| 10. | 「ビー・ザ・レイン (Be the Rain)」                      |      |            | 9:13  |

## パーソネル
- ニール・ヤング - ギター、オルガン、ハーモニカ、ボーカル

クレイジー・ホース
- ラルフ・ モリーナ（英語版） - ドラムス、ボーカル
- ビリー・タルボット（英語版） - ベース、ボーカル

マウンテネッツ (The Mountainettes)
- - ペギ・ヤング（英語版） - ボーカル
  - Nancy Hall - ボーカル
  - Twink Brewer - ボーカル
  - Sue Hall - ボーカル

## コミックス版
2007年、ヴァーティゴ・コミックスは、このアルバムの内容に基づいたコミック本を、同じ題名で出版すると発表した。作家ジョシュア・ダイサートによると、ニール・ヤング自身も直接この企画に関わっているとされた。グラフィックノベル『Greendale』(ISBN 1-4012-2698-1) は、2010年6月に出版され、作画はクリフ・チェンが担当した。